# Brad Hunt (Eishockeyspieler)
Bradley Shawn „Brad“ Hunt (* 24. August 1988 in Maple Ridge, British Columbia) ist ein kanadischer Eishockeyspieler, der seit August 2024 bei den Hershey Bears aus der American Hockey League unter Vertrag steht. Zuvor war er in der National Hockey League (NHL) für sieben Teams aktiv und bestritt dabei über 250 Partien. Mit der kanadischen Nationalmannschaft gewann der Verteidiger die Goldmedaille bei der Weltmeisterschaft 2023.

## Karriere

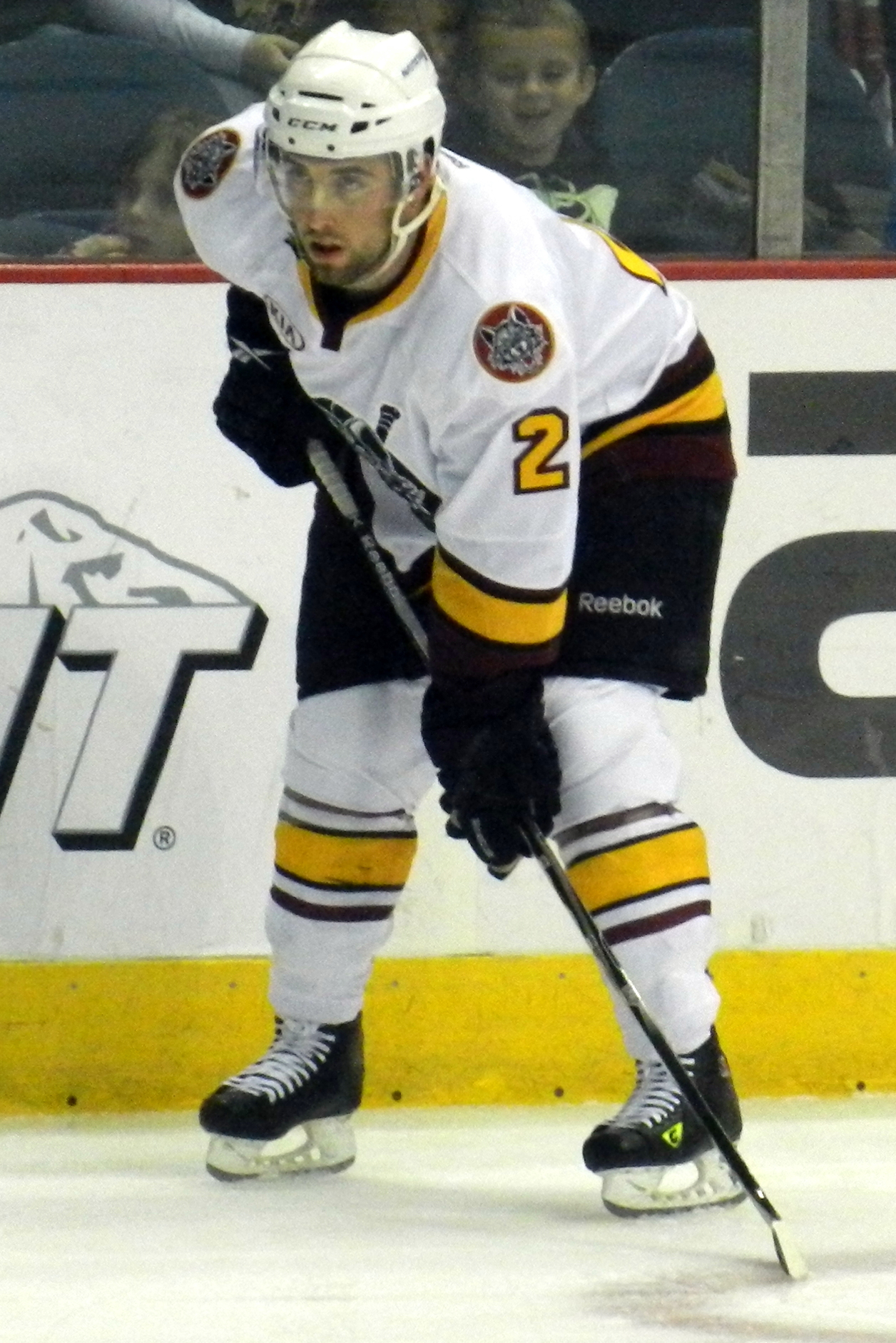
Hunt als Spieler der Chicago Wolves (2012)

Hunt spielte während seiner Juniorenzeit zwischen 2005 und 2008 zunächst in der British Columbia Hockey League für die Burnaby Express. Mit dem Team gewann er am Ende der Saison 2005/06 den Royal Bank Cup. Im Anschluss an seine Zeit in der BCHL zog es den Verteidiger in die Vereinigten Staaten, wo er sich aufgrund eines Studiums an der Bemidji State University einschrieb. In den vier Jahren zwischen 2008 und 2012 spielte er parallel für das Eishockeyteam der Universität in der College Hockey America sowie Western Collegiate Hockey Association, beides Divisionen im Spielbetrieb der National Collegiate Athletic Association. In beiden Divisionen erhielt der Abwehrspieler zahlreiche individuelle Auszeichnungen. Zudem gewann er mit der Mannschaft zum Ende der Spielzeit 2008/09 den Divisionstitel der CHA.
Ungedraftet wurde Hunt nach Abschluss seines Studiums im März 2012 von den Chicago Wolves aus der American Hockey League verpflichtet. Aufgrund seiner Leistungen im restlichen Saisonverlauf wurde der zunächst auf Probe ausgestellte Vertrag im Sommer 2012 in ein festes Engagement für das Spieljahr 2012/13 umgewandelt. Der Kanadier empfahl sich im Saisonverlauf mit 33 Scorerpunkten in 65 Begegnungen für einen Vertrag mit zwei Jahren Laufzeit bei den Edmonton Oilers aus der National Hockey League zur Spielzeit 2013/14. Hauptsächlich verbrachte er die zwei Jahre aber bei den Oklahoma City Barons in der AHL, kam aber auch in 14 Spielen für die Oilers in der NHL zum Einsatz. Im Sommer 2015 wurde sein auslaufender Vertrag um ein weiteres Jahr verlängert, doch erneut verbrachte er den Großteil der Saison in der AHL. Allerdings stand er nun im Kader des neuen Farmteams Bakersfield Condors; für Edmonton lief er in sieben Partien auf.
Nachdem sein Vertrag im Sommer seitens der Oilers nicht verlängert worden war, wechselte Hunt als Free Agent in das Franchise der St. Louis Blues. Diese setzten ihn erneut in der AHL ein, wo er im Kader seines Ex-Teams Chicago Wolves stand. Mit 29 Punkten in 23 Spielen bis Anfang Dezember startete der Defensivakteur gut in die Saison und fand sich fortan im NHL-Kader der Blues wieder. Dort bestritt er bis Mitte Januar neun Partien, in denen er fünf Punkte verbuchte. Bei dem Versuch ihn über die Waiver-Liste zurück nach Chicago zu schicken, sicherten sich die Nashville Predators seine Dienste, wo er aber nur dreimal zum Einsatz kam. Nach der Spielzeit 2016/17 wurde sein auslaufender Vertrag in Nashville nicht verlängert, sodass er sich im Juli 2017 als Free Agent den neu gegründeten Vegas Golden Knights anschloss. Mit dem Team erreichte er in den Playoffs 2018 überraschend das Finale um den Stanley Cup, unterlag dort allerdings den Washington Capitals. Nach einer weiteren halben Spielzeit im Trikot der Golden Knights, in der er allerdings nur sporadisch eingesetzt wurde, wurde der Defensivakteur gemeinsam mit einem Sechstrunden-Wahlrecht im NHL Entry Draft 2019 im Tausch für ein Fünftrunden-Wahlrecht desselben Drafts an die Minnesota Wild abgegeben.
In Minnesota war Hunt in der Folge etwa zweieinhalb Jahre aktiv, ehe sein Vertrag im Sommer 2021 nicht verlängert wurde und er sich daher im Juli 2021 als Free Agent den Vancouver Canucks anschloss. In gleicher Weise wechselte er im Juli 2022 zur Colorado Avalanche. Anschließend unterzeichnete er im August 2024 einen auf die AHL beschränkten Vertrag bei den Hershey Bears.

### International
Für sein Heimatland debütierte Hunt im Rahmen der Weltmeisterschaft 2023 in Finnland und Lettland. Dabei gewann er mit der Mannschaft die Goldmedaille, wozu er in zehn Turniereinsätzen drei Torvorlagen beisteuerte.

## Erfolge und Auszeichnungen
| - 2006 Royal-Bank-Cup-Gewinn mit den Burnaby Express - 2009 CHA All-Rookie Team - 2009 CHA-Meisterschaft mit der Bemidji State University - 2009 CHA All-Tournament Team - 2009 CHA First All-Star Team - 2009 CHA Rookie of the Year - 2010 CHA All-Academic Team - 2010 CHA First All-Star Team | - 2011 WCHA All-Academic Team - 2012 WCHA All-Academic Team - 2013 Teilnahme am AHL All-Star Classic - 2014 AHL Second All-Star Team - 2015 Teilnahme am AHL All-Star Classic - 2015 AHL First All-Star Team - 2016 Teilnahme am AHL All-Star Classic - 2024 AHL First All-Star Team |

### International
- 2023 Goldmedaille bei der Weltmeisterschaft

## Karrierestatistik

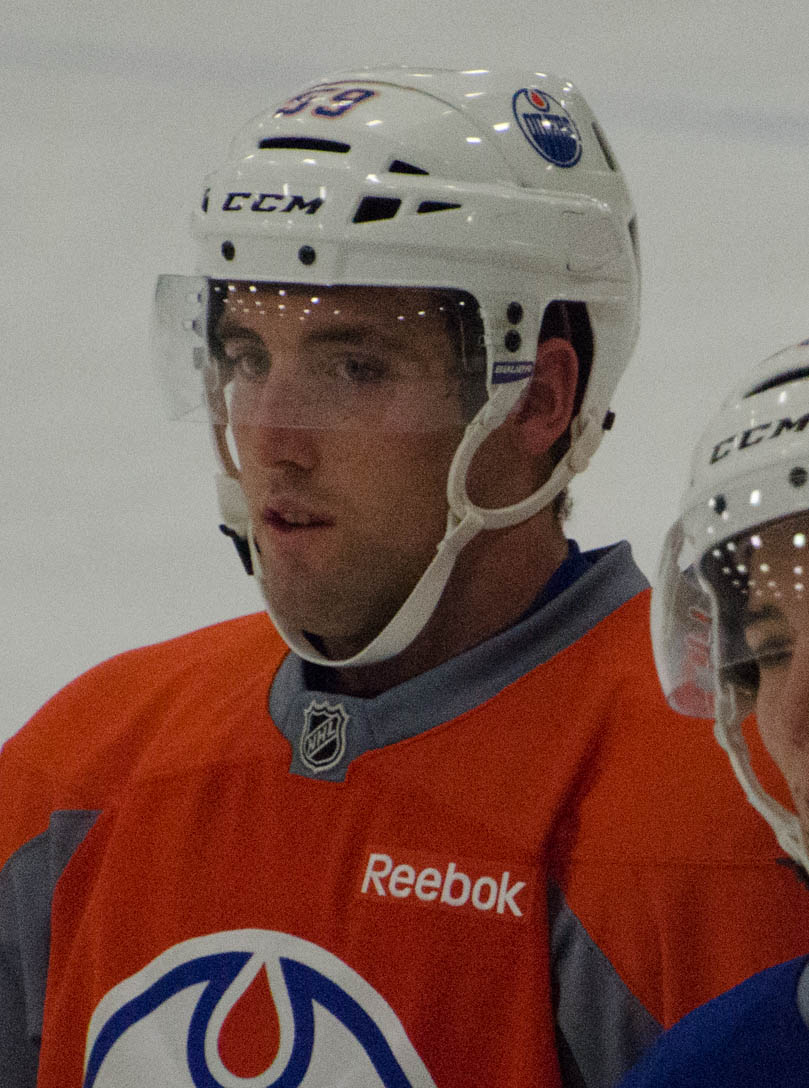
Hunt im Trikot der Edmonton Oilers (2014)

Stand: Ende der Saison 2023/24

### International
Vertrat Kanada bei:
- Weltmeisterschaft 2023

(Legende zur Spielerstatistik: Sp oder GP = absolvierte Spiele; T oder G = erzielte Tore; V oder A = erzielte Assists; Pkt oder Pts = erzielte Scorerpunkte; SM oder PIM = erhaltene Strafminuten; +/− = Plus/Minus-Bilanz; PP = erzielte Überzahltore; SH = erzielte Unterzahltore; GW = erzielte Siegtore; 1 Play-downs/Relegation; Kursiv: Statistik nicht vollständig)